# Sándor Kocsis
Sándor Kocsis [ˈʃaːndor ˈko͡tʃiʃ], född 21 september 1929 i Budapest, Ungern,  död 22 juli 1979, var en ungersk fotbollsspelare (anfallare) och en av de allra främsta målskyttarna i fotbollshistorien.

## Karriären

### I landslaget
Sandor Kocsis är inte lika berömd som sin landsman Ferenc Puskas, men var även han en oerhört bra fotbollsspelare. Förutom enastående teknik och fantastisk målsinne menar många att Kocis var en av alla tiders främsta nickspecialister. Tillsammans med Puskas och Nandor Hidegkuti bildade han en väldigt vass anfallstrio i det ungerska landslag som var storfavoriter till att vinna VM 1954. Det lyckades dock inte, trots att Kocsis vann skytteligan med 11 mål.
Kocsis är den sammanlagt fjärde bäste målskytten i världen vid internationella matcher genom tiderna. Han gjorde inte mindre än 75 mål på 68 matcher i landslaget, något som emellertid bara ger honom andra plats bland ungerska fotbollsspelare då Ferenc Puskas gjorde 84 mål på sina 85 matcher. Dock är Kocsis världens effektivaste målskytt vid internationella matcher räknat till snittet mål/match (1.10) - detta för spelare som gjort mer än 45 landskamper. Kocsis gjorde inte mindre än 7 hattrick i landslaget under sina år där - 2 av dem mot Sverige. 

### I klubblag
Efter den misslyckade revolten mot kommunistregimen i hemlandet 1956 flydde Kocsis till väst och 1958 värvades han av FC Barcelona, där han blev klubbkamrat med sina landsmän Zoltán Czibor och Ladislao Kubala. I Barcelona vann Kocsis allt som gick att vinna - utom Mästarcupen/Europacupen där han "endast" nådde final.

## Privatlivet

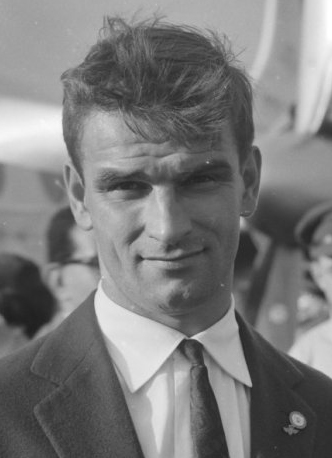
Kocsis 1960

Kocsis diagnostiserades i slutet på 1970-talet med leukemi och magcancer. Han togs in på sjukhus och väl där dog han av ett fall från 4:e våningen, förmodat självförvållat.

## Meriter

### I klubblag
Ferencváros TC
- Ungersk mästare (1): 1949

 Budapest Honvéd FC
- Ungersk mästare (3): 1952, 1954, 1955

 FC Barcelona
- Spansk ligamästare (2): 1958/59, 1959/60
- Spansk cupmästare (2): 1958/59, 1962/63
- Mässcup/Uefacupmästare (2): 1958, 1960
- Finalist i Mästarcupen (nuv Champions League) (1): 1961

### I landslag
Ungern
- Guld OS 1952
- Silver VM 1954
- Centraleuropeisk mästare 1953

### Individuellt
- Skyttekung i Ungerska ligan (3): 1951 (30 mål), 1952 (36), 1954 (33)
- Skyttekung i Europa för nationella ligor (från 1967/68 kallad Guldskon) (2): 1952 (36 mål), 1954 (33)
- Skyttekung i VM (1): 1954 (11 mål)